# Ebrahim Nafae
Ebrahim Nafae (12. ledna 1934 – 1. ledna 2018) byl egyptský novinář. Narodil se v Suezu a studoval v Káhiře. Následně začal pracovat jako reportér pro zpravodajskou agenturu Reuters. Později působil v rozhlasu a byl editorem státního deníku Al Gomhuria. V letech 1979 až 2005 byl editorem deníku Al-Ahram. Rovněž byl chief executive officerem (CEO) tohoto deníku. Byl přítelem prezidenta Husního Mubáraka a po revoluci v roce 2011 opustil zemi. V roce 2017 se začal zhoršovat jeho zdravotní stav a později podstoupil operaci kvůli rakovině, avšak dne 1. ledna 2018 v Dubaji ve věku 83 let zemřel.